# A75 (Frankrike)

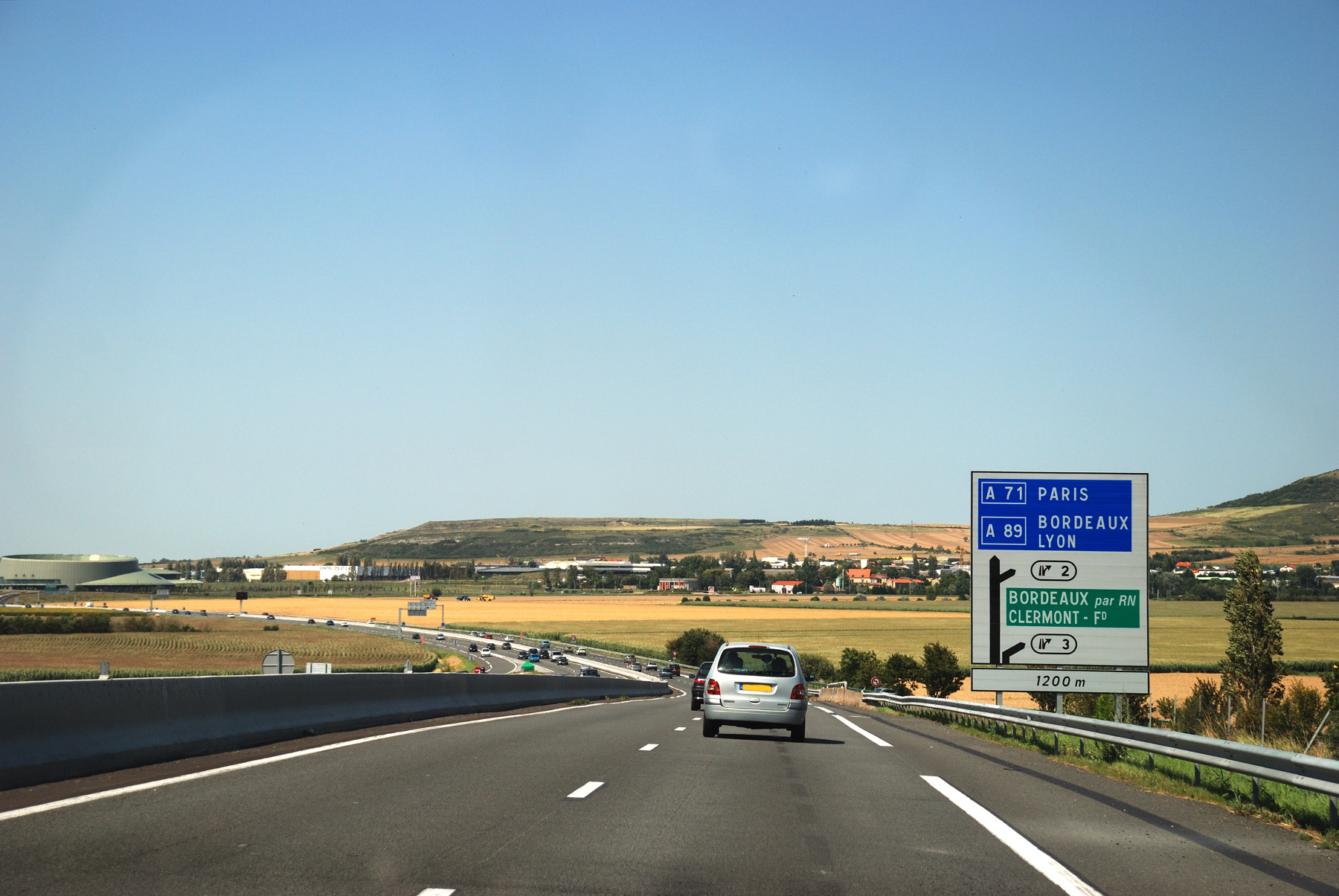
Del av motorvägen A75

A75 är en motorväg i Frankrike som sträcker sig från Clermont-Ferrand i franska Massif Centrale till Béziers vid Medelhavet och utgör en förbindelse mellan Paris och Sydfrankrike/Spanien. Vägen är byggd rakt igenom tidigare tämligen oländliga och obebodda bergstrakter och går igenom flera tunnlar och broar. Världens högsta bro, Viaduc de Millau som sträcker sig 344 meter över dalen Tarn, är en del av vägen. Bron invigdes 2004.
Vägen är dels byggd som ett slags regionalstöd. Dels för att förkorta transittrafik mellan Paris och Medelhavet (57 kilometers förkortning på sträckan Barcelona - Paris), dels för att avlasta A6 som går igenom storstaden Lyon och som är en mycket hårt belastad väg p.g.a. dess centrala läge i Frankrike och dels för att skapa tillväxt och sysselsättning i några av Frankrikes fattigaste regioner.
A75 är en av Frankrikes mer spektakulära vägar. Norr om staden Lodéve stiger motorvägen med 750 meter på en mil lång sträcka längs en bergskant. Därefter har man lämnat medelhavslandskapet och kommit in i något som mest kan beskrivas som ödetrakter (i närheten av motorvägen har franska armén flera av sina övningsfält). Därefter kommer den bron över dalen Tarn som än så länge håller världsrekord som högsta bro.
- Wikimedia Commons har media som rör A75.